# Адимаш
Адима́ш (рос. Адымаш, марій. Йыр) — присілок у складі Моркинського району Марій Ел, Росія. Входить до складу Моркинського міського поселення.

## Населення
Населення — 109 осіб (2010; 132 у 2002).
Національний склад (станом на 2002 рік):
- лучні марійці — 93 %